# Glomeris latemarginata
Glomeris latemarginata är en mångfotingart som beskrevs av Carl Graf Attems 1927. Glomeris latemarginata ingår i släktet Glomeris och familjen klotdubbelfotingar. Inga underarter finns listade i Catalogue of Life.